# Christa Peters
Christa Peters (* 1933 in Lübeck; † 1981 in London) war eine deutsche Fotografin.

## Leben
Peters besuchte von Mai 1951 an die Internationale Meisterschule für Photographie in Stuttgart. Ein Jahr später wechselte sie zum Lette-Verein in Berlin. Eine erste Würdigung fanden ihre Arbeiten 1954 als Preisträgerin des ersten Jugendfotowettbewerbs der Photokina. 1959 war sie Mitbegründerin der Jugendzeitschrift twen. In den Folgejahren arbeitete sie hauptsächlich für Auftraggeber aus der Modebranche. Ihre Aufnahmen erschienen in Vogue, twen, Stern und Spiegel.
Ende der 1960er Jahre verlagerte Peters den Schwerpunkt ihres künstlerischen Schaffens auf das Design von Albumcovern. Sie siedelte nach London über und richtete dort mit ihrem Ehemann, dem Modefotografen Chadwick Hall, ein eigenes Studio ein. 1981 erlag sie einer Krankheit.